# Chepén
Chepén ist die Hauptstadt der Provinz Chepén in der Region La Libertad im Nordwesten von Peru. 

## Geographie
Chepén liegt am Fuße eines isolierten kargen Hügels in der ariden Küstenwüste Nordwest-Perus auf einer Höhe von 131 m, etwa 20 km vom Meer entfernt. Die Stadt ist Verwaltungssitz des gleichnamigen Distriktes. In der näheren Umgebung liegen die Städte Guadalupe, San Pedro de Lloc und Pacasmayo.
Beim Zensus 2017 lag die Einwohnerzahl bei 37.466. 10 Jahre zuvor lag diese bei 36.770.
Im Umkreis der Stadt wird bewässerte Landwirtschaft und Reisanbau betrieben.

## Geschichte
Auf dem Hügel über der Stadt befinden sich Ruinen und weitere präkolumbianische Überreste, in denen Keramik und Gräber gefunden wurden.
Der Name der Stadt leitet sich von Francisco Chepén, einem Kaziken der Moche-Kultur, ab.

## Verkehr
Chepén liegt an der Panamericana Norte, etwa 130 km nördlich der Großstadt Trujillo.
Ab 1872 hatte die Stadt mit der Bahnstrecke Pacasmayo–Guadalupe Anschluss an den Pazifik-Hafen von Pacasmayo. 1968 stellte die Bahn ihren Betrieb ein.

## Söhne und Töchter der Stadt
- Carlos Burga (1952–2021), Boxer